# Animals (Pink-Floyd-Album)
Animals ist das zehnte Studioalbum der englischen Band Pink Floyd. Es wurde in den Britannia Row Studios in London aufgenommen und am 23. Januar 1977 veröffentlicht.

## Inhalt
Roger Waters, Konzeptionist des Albums, teilt auf diesem sozialkritischen Album die Menschen in drei Klassen ein, indem er jeweils eine Tier-Analogie bildet: Die Hunde (Dogs) sind Menschen, die nur Geld interessiert und die sich nicht um ihre Mitmenschen kümmern. Die Schweine (Pigs) sind für Waters Moralapostel, die sich selber aber unmoralisch verhalten. Zu den Schafen (Sheep) schließlich gehört die breite Masse, die sich von den Hunden ausnutzen lässt, Dinge nicht hinterfragt, sondern sich leiten lässt. Die Schafe haben keine eigene Meinung und wollen einfach nur ihre Ruhe haben. Eingebettet sind die drei Titel von dem kurzen Intro und Outro Pigs on the Wing.
Im Vergleich zu Farm der Tiere von George Orwell ist die Rollenverteilung bei Animals abweichend; im Orwell-Roman sind die Schweine die herrschende und unterdrückende Klasse und die Hunde ihre treu ergebenen Diener und Wächter. Die Schafe entsprechen jenen der Vorlage.

## Musikalische Gestaltung
Auf diesem Album klingen Pink Floyd vergleichsweise rockig. Die auf früheren Alben präsenteren Synthesizer-Klänge sind reduziert. Die meisten Stücke werden vom Gitarrenspiel David Gilmours beherrscht, der auch für die Komposition von Dogs verantwortlich zeichnete.
Die übrige Musik und sämtliche Texte stammen im Wesentlichen von Roger Waters. Im Intro und Outro Pigs on the Wing ist nur eine akustische Gitarre und der Gesang von Waters zu hören.

## Instrumentierung
Obwohl Synthesizer einen geringeren Stellenwert als auf Wish You Were Here haben, sind sie nach wie vor präsent in der Musik. Bei Dogs etwa wird das zweistimmige Gitarrenthema in dem langsameren Teil von den Streicherklängen des ARP Solina String Ensembles begleitet, das außerdem im keyboardlastigen Mittelteil eine tragende Rolle übernimmt. Die Keyboards übernehmen hier die ungewöhnlich jazzige Akkordfolge, die das Lied auch einleitet. Richard Wright spielt darüber ein charakteristisches Solo auf dem Mini Moog.
Der Mini Moog ist ferner in dem typischen Trompeten-Sound (vgl. Shine On You Crazy Diamond auf Wish You Were Here) im Mittelteil von Sheep zu hören. Er wurde hier aufnahmetechnisch verdoppelt, um einen zweistimmigen Sound zu erzeugen. Der eigenartige gesangliche Gitarrensound auf Pigs (Three Different Ones) wurde mit einer Talk-Box erzielt. Ein Vocoder wird in den Mittelteilen sowohl von Dogs als auch von Sheep eingesetzt. Hierbei handelt es sich um einen elektronischen Filter, mit dem die Klangeigenschaften der menschlichen Stimme analysiert und ihr ein anderer Klang aufgeprägt werden kann.

## Cover

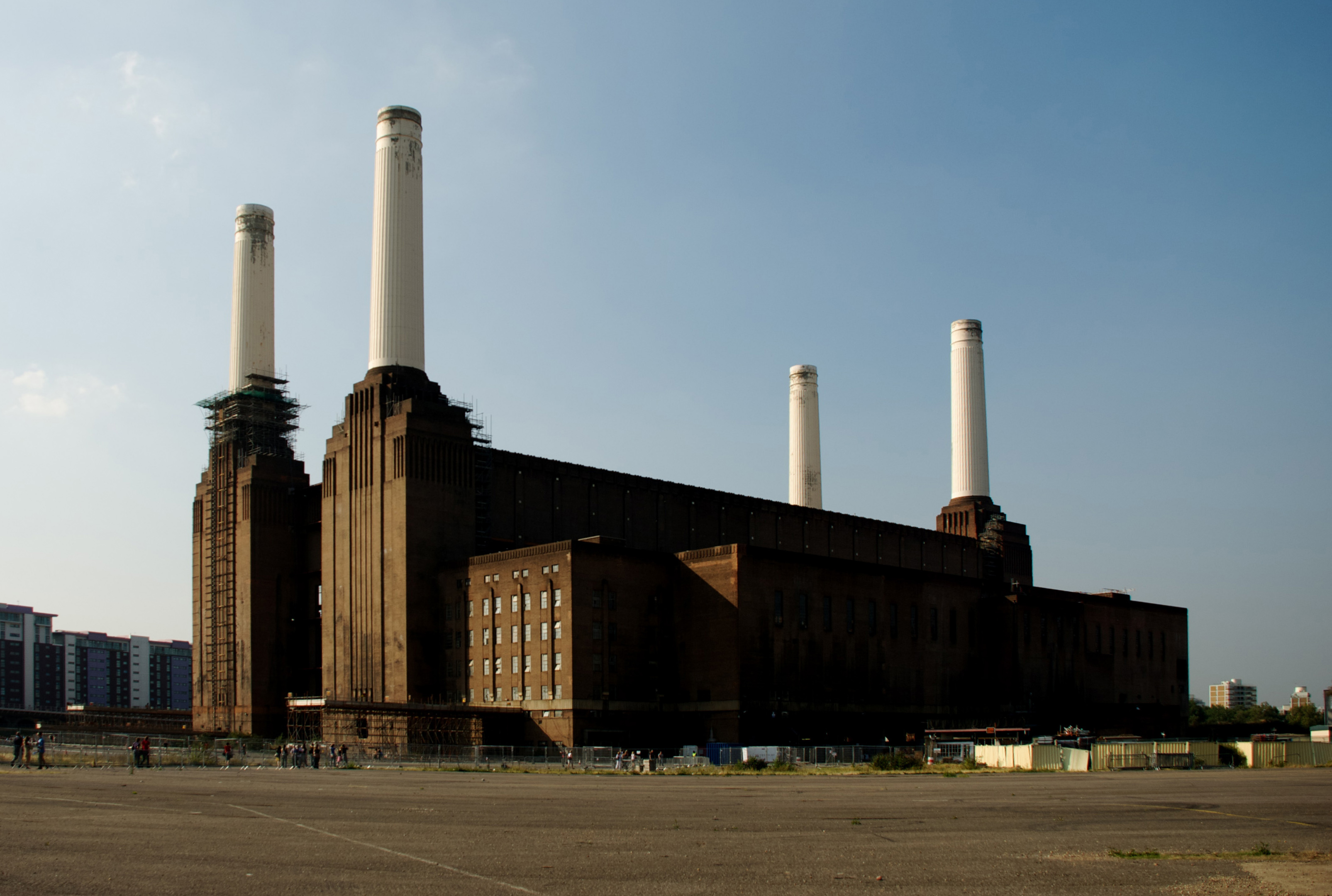
Battersea Power Station

Das Cover des Albums zeigt ein Foto des Kohlekraftwerks Battersea Power Station mit einem fliegenden Schwein zwischen den Schornsteinen. Um dieses Bild zu erhalten, ließ die Band ein 9 × 4,5 Meter großes mit Helium befülltes Stoffschwein, gefertigt von der Ballonfabrik Augsburg, über dem Kraftwerk aufsteigen. Das Schwein wurde von dünnen Kabeln gehalten, die auf dem späteren Foto nicht mehr zu sehen sein sollten. Für den Fall, dass sich das Schwein losriss, wurde ein Scharfschütze engagiert, um das Schwein notfalls abschießen zu können. Die Band forderte ausdrücklich dieses aufwendige Verfahren, da sie keine billigere, aber qualitativ minderwertige Fotomontage für das Cover zulassen wollte. Am ersten Tag des Fotoshootings schwebte das Schwein perfekt zwischen den Schornsteinen, aber der Himmel war blau und wolkenlos.
Da das Albumcover düster wirken sollte, wurde am nächsten Tag ein weiteres Shooting angesetzt – in der Hoffnung, dass dunkle Wolken aufziehen. Da der Scharfschütze zu teuer war, wurde am zweiten Tag auf ihn verzichtet. Ironischerweise riss sich das Schwein am zweiten Tag los und stieg bis in eine Höhe von 18.000 Fuß (ca. 5900 Meter) auf. Aufgrund der Größe des Schweins und des unkontrollierten Fluges musste der Flugverkehr für London Heathrow umgeleitet werden, um keinen Unfall zu provozieren. Das Schwein stürzte später auf einer Schafweide ab und wurde für ein drittes Shooting repariert. Das Cover wurde letztlich doch als Fotomontage hergestellt, die die Bilder des ersten Tages mit den Wolken der weiteren Shootings kombiniert.

## Geschichte der Titel
Der Ursprung der Titel Dogs und Sheep liegt bereits im Jahr 1974. Dogs ist aus dem Titel (You) Gotta Be Crazy hervorgegangen, Sheep aus dem Titel Raving and Drooling. Beide Ursprungstitel sind von der Gruppe schon 1974 zusammen mit der Urversion von Shine On You Crazy Diamond live gespielt worden. Die Gruppe hatte sich dagegen entschieden, die beiden Titel für das Album Wish You Were Here aufzunehmen. Erst 1976 kam Roger Waters auf das Konzept der Kategorisierung der Menschen in Tierarten, reaktivierte die Titel und veränderte die Texte. Die eigentliche Idee dieser Kategorisierung entstammte allerdings dem Buch Animal Farm von George Orwell, in dem die Menschen, und insbesondere die verschiedenen Charaktergruppen der Menschen als Tiere dargestellt werden.
Der zweigeteilte Titel Pigs on the Wing war 1976 ursprünglich ein einheitlicher, bei dem beide Teile durch ein Solo verbunden waren. Gilmour spielte ein Solo ein, es wurde aber versehentlich von Waters und Mason gelöscht. Als sich Snowy White der Band als Tourgitarrist vorstellte, bat ihn Waters um dieses Solo. Auf dem fertigen Album wurde das Stück jedoch geteilt und das Solo entfernt. Die ursprüngliche Version erschien zunächst nur als 8-Spur-Tonband und später auf dem Snowy-White-Album Goldtop.
Die Band spielte alle Titel des Albums auf der zugehörigen Tour, danach aber nicht mehr. Als Pink Floyd um 1988 und um 1994 ohne Roger Waters noch einmal auf Welttournee gingen, spielte die Band keine Stücke von Animals. Obwohl das Album keinen besonders populär gewordenen Song enthält, gilt es insbesondere bei Musikkritikern heute als unterschätztes Meisterwerk.

## Titelliste

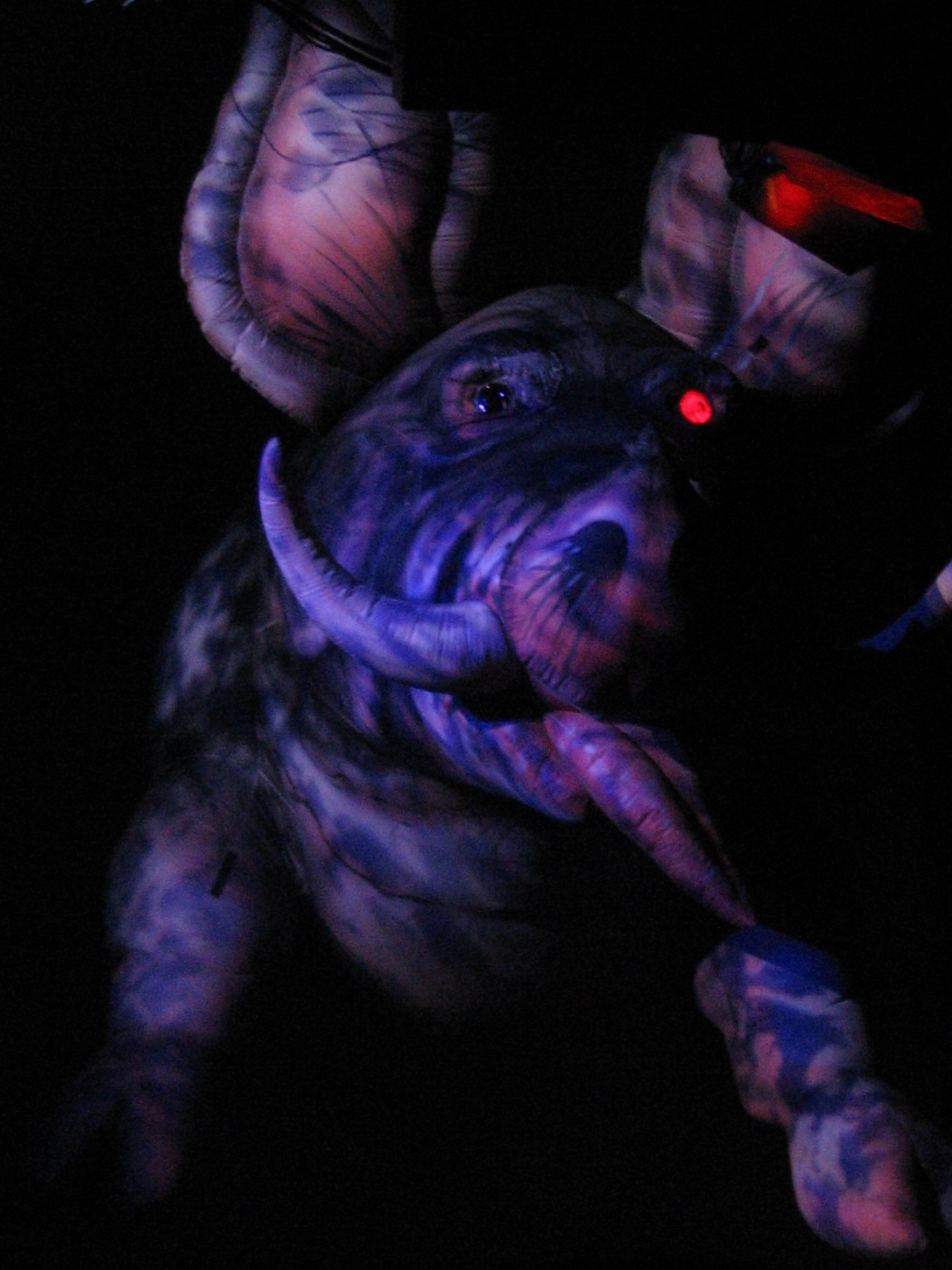
Das „Schwein“ während eines Pink-Floyd-Konzertes zur Symbolisierung der Animals-Thematik

1. Pigs on the Wing (Part 1) (Waters) – 1:25 min
2. Dogs (Waters/Gilmour) – 17:06 min
3. Pigs (Three Different Ones) (Waters) – 11:31 min
4. Sheep (Waters) – 10:25 min
5. Pigs on the Wing (Part 2) (Waters) – 1:28 min

## Besetzung
- Gesang, Bass (2), Akustische Gitarre (1,5), Rhythmusgitarre (3,4) – Roger Waters
- Gesang, Gitarre, Bass (3,4) – David Gilmour
- Keyboards, Harmoniegesang (2) – Richard Wright
- Schlagzeug, Perkussion – Nick Mason

Als Gastmusiker: Gitarre – Snowy White auf dem Stück Pigs on the Wing (nur in der Version der 8-Spur-Kassette).

## Rezeption
Im Juni 2015 wählte der Rolling Stone das Album auf Platz 13 der 50 besten Progressive-Rock-Alben aller Zeiten.

## Kommerzieller Erfolg

### Chartplatzierungen
| ChartsChartplatzierungen       | Höchstplatzierung | Wochen |
| ------------------------------ | ----------------- | ------ |
| Deutschland (GfK)              | 1 (36 Wo.)        | 36     |
| Österreich (Ö3)                | 2 (32 Wo.)        | 32     |
| Schweiz (IFPI)                 | 5 (8 Wo.)         | 8      |
| Vereinigte Staaten (Billboard) | 3 (32 Wo.)        | 32     |
| Vereinigtes Königreich (OCC)   | 2 (39 Wo.)        | 39     |

| ChartsJahrescharts (1977) | Platzierung |
| ------------------------- | ----------- |
| Deutschland (GfK)         | 4           |
| Österreich (Ö3)           | 4           |

### Auszeichnungen für Musikverkäufe
| Land/Region                  | Auszeichnungen für Musikverkäufe (Land/Region, Auszeichnung, Verkäufe) | Verkäufe  |
| ---------------------------- | ---------------------------------------------------------------------- | --------- |
| Australien (ARIA)            | 2× Platin                                                              | 140.000   |
| Deutschland (BVMI)           | Platin                                                                 | 500.000   |
| Frankreich (SNEP)            | Platin                                                                 | 400.000   |
| Italien (FIMI)               | Platin                                                                 | 50.000    |
| Kanada (MC)                  | 2× Platin                                                              | 200.000   |
| Neuseeland (RMNZ)            | 3× Platin                                                              | 60.000    |
| Österreich (IFPI)            | Gold                                                                   | 25.000    |
| Polen (ZPAV)                 | Gold                                                                   | 10.000    |
| Vereinigte Staaten (RIAA)    | 4× Platin                                                              | 4.000.000 |
| Vereinigtes Königreich (BPI) | Platin                                                                 | 300.000   |
| Insgesamt                    | 2× Gold · 15× Platin ·                                                 | 5.685.000 |

Hauptartikel: Pink Floyd/Auszeichnungen für Musikverkäufe